# アデリシア・アックレン
アデリシア・アックレン (Adelicia Acklen、1817年3月15日 - 1887年) は、アメリカ合衆国テネシー州ナッシュビルのプランテーション・オーナー未亡人。後にこのプランテーションのオーナー権を得る。
アデリシア・ヘイズ・フランクリン・アックレン・チーサムはテネシー州ナッシュビルに生まれた。
1839年、22歳の時、奴隷貿易を行なっていたプランテーション・オーナーのアイザック・フランクリンと結婚。1846年、彼の死後テネシー州ギャラティンのフェアヴュウ・プランテーション、ルイジアナ州の8,700エーカー (35 km2)の綿花プランテーション、テキサス州の50,000エーカー (200 km2)の未開の土地、株や公債、750名の奴隷を相続した。
1849年、ジョセフ・アレキサンダー・スミス・アックレンと再婚し、ナッシュビルにベルモント・マンションを建てた。1887年、彼女が亡くなる前に邸宅を売却し、これが後にウォード＝ベルモント大学となり、そして最終的にベルモント大学となった。
彼女の息子のジョセフ・H・アックレンは、ルイジアナ州選出のアメリカ合衆国下院議員となった。